# Big Star (cheval)
Vous lisez un « bon article » labellisé en 2016.
Pour les articles homonymes, voir Big Star (homonymie).
Big Star est un étalon bai du stud-book KWPN né dans un élevage néerlandais le 1er juin 2003, et concourant en saut d'obstacles avec le cavalier britannique Nick Skelton. Médaille d'or par équipe aux Jeux olympiques de Londres, il est élu cheval KWPN de l'année et forme le meilleur couple cavalier-cheval mondial avec Nick Skelton en 2012. Après de bonnes performances l'année suivante, il est arrêté pour blessures à la jambe. Il ne retrouve la haute compétition qu'en mai 2016, puis décroche la médaille d'or individuelle de saut d'obstacles aux Jeux olympiques de Rio.
Nick Skelton décrit volontiers cet étalon, fils de Quick Star et petit-fils de Nimmerdor, comme le « meilleur cheval qu'il ait jamais monté ». Il apprécie la puissance de son action et de sa détente. Big Star est approuvé à la reproduction dans 21 stud-books de chevaux de sport. Certains de ses poulains ont remporté des victoires notables.

## Histoire

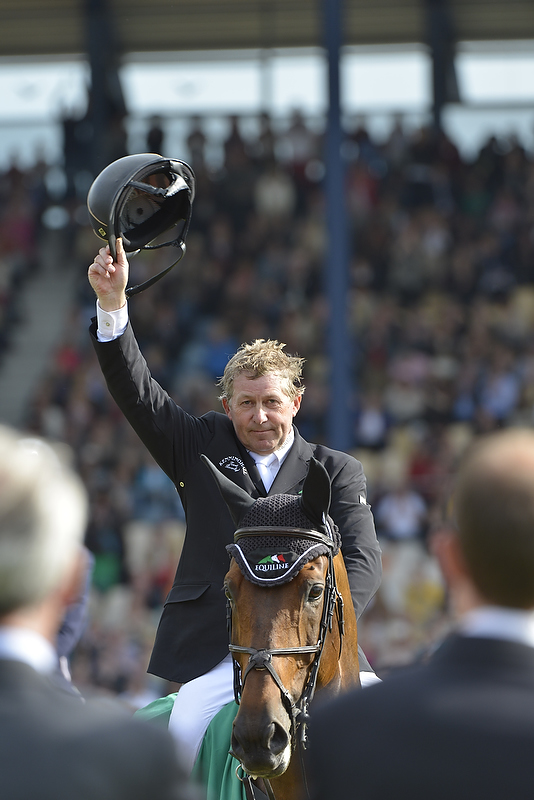
Big Star et Nick Skelton après une victoire sur le grand Chelem de saut d'obstacles, en 2013

Big Star naît le 1er juin 2003, dans l'élevage du Néerlandais Cees T. Klaver. Un marchand de chevaux néerlandais, Egbert Schep, le repère à l'âge de trois ans et le vend aux sponsors de Nick Skelton, Gary et Beverley Widdowson. Ce couple est depuis des années un ami et un soutien de Nick Skelton.
L'étalon entame sa carrière au plus haut niveau en 2010, à l'âge de 7 ans. L'année suivante, il décroche plusieurs Grands Prix à Wellington. Il apparaît en grande forme l'année de ses 9 ans, avec une progression continue durant sa saison en Floride. Big Star décroche ensuite le Grand Prix de Hambourg, en mai 2012.
Big Star fait partie de l'équipe britannique de CSO qui obtient la médaille d'or aux Jeux olympiques de Londres en 2012, mais il échoue en individuel à cause d'une barre tombée. Il est alors le plus jeune cheval de cette compétition. Accueillis sur le parcours par « une foule en délire », Nick Skelton et Big Star terminent à la 5e place en individuel. Ils sont élus meilleur couple cavalier-cheval de l'année par la Fédération équestre internationale. Big Star remporte également le prix du cheval KWPN de l'année en 2012.
En 2013, l'étalon décroche la coupe des nations à Dublin par équipe, le Grand Prix de Rome où le couple s'impose très largement, et le CSIO5* d'Aix-la-Chapelle, considéré comme le parcours le plus prestigieux du circuit des Grands Prix. Mi août 2013, Big Star se blesse légèrement la jambe (vraisemblablement, un suros) pendant la Coupe des Nations de Dublin. La blessure enfle, Nick Skelton le retire donc des autres compétitions de la saison. Après une période de récupération en Floride pendant l'hiver 2013-2014, pendant laquelle il boucle de petits parcours, il est considéré comme guéri en mai 2014. Nick Skelton vise les Jeux équestres mondiaux de 2014, mais en juillet, sa monture est de nouveau arrêtée pour blessure à la jambe. En octobre 2015, Big Star réapparaît sur des compétitions de niveau plus modeste,, notamment à Vilamoura au Portugal et à Wellington, après une période de sauts à la maison de trois mois.
Big Star fait sa rentrée en Floride en janvier 2016, mais ce retour ne se révèle pas immédiatement concluant, puisqu'il termine à 4 points (77e) sur un parcours de 1,40 m au Winter Equestrian Festival de Wellington. Il retrouve son plus haut niveau sur le CSIO de La Baule en mai 2016, en terminant deux parcours sans pénalités,. Nick Skelton déclare cependant forfait avant les épreuves finales, par souci de préserver son cheval avant les Jeux olympiques de Rio. Le couple est sélectionné parmi l'équipe britannique et décroche la médaille d'or en individuel.

## Description
Big Star est un mâle bai avec trois balzanes toisant, en fonction des sources, 1,72 m ou 1,67 m, et appartenant au stud-book KWPN. C'est un fils de l'étalon Quick Star. Nick Skelton estime qu'il s'agit du « meilleur cheval qu'il ait jamais monté », notamment grâce à la puissance de son action, de sa détente, et à son tempérament de battant. Interviewé peu après la victoire de l'équipe britannique de CSO aux JO de 2012, le cavalier déclare que son cheval est « un monstre [freak] », et qu'il n'y a rien qu'il ne puisse faire, ajoutant que l'étalon a « la prudence, la bravoure, la tête aussi ». Il décrit Big Star comme un cheval « incroyable » (amazing).

## Palmarès
Big Star a remporté de nombreuses victoires à l'international.
- 2012 :
  - Médaille d’or par équipe et 5e place ex aequo en individuel aux Jeux olympiques de Londres[9]
  - Vainqueur du Grand Prix du concours de saut international officiel 5 étoiles (CSIO5*) de Hambourg[7]
  - Vainqueur du Grand Prix du concours de saut international 4 étoiles (CSI4*) d'Anvers[7]
  - 4e du GP du CSI5* de Londres[7]
  - 1er mondial au mois de janvier[30]
  - 2e mondial au classement de la WBFSH[7]
- 2013 :
  - Vainqueur du GP CSIO de Rome[7]
  - Vainqueur du GP CSIO d'Aix-la-Chapelle[7]
  - Vainqueur de la Coupe des Nations au CSIO5* de Dublin[7]
  - 2e du GP du CSI5* de Londres[7]
  - 3e du GP CSIO5* de La Baule[7]
  - 4e et 6e aux GP du CSI5*-W de Wellington[7]
  - 4e mondial au classement de la WBFSH d'octobre[7],[31].
- 2016 : 
  - Médaille d'or en individuel aux Jeux olympiques de Rio[28]

## Origines
Les origines de Big Star sont éclectiques, puisqu'il compte des ancêtres KWPN, Selle français, Trotteur, Anglo-arabe, Holsteiner et Gelderland.
| Origines de Big Star                                       | Origines de Big Star            | Origines de Big Star | Origines de Big Star |
| ---------------------------------------------------------- | ------------------------------- | -------------------- | -------------------- |
| Père Quick Star 1982-2011, Selle français Bai-brun, 1,59 m | Galoubet A 1972, Selle français | Almé Z               | Ibrahim              |
| Père Quick Star 1982-2011, Selle français Bai-brun, 1,59 m | Galoubet A 1972, Selle français | Almé Z               | Girondine            |
| Père Quick Star 1982-2011, Selle français Bai-brun, 1,59 m | Galoubet A 1972, Selle français | Viti                 | Nystag               |
| Père Quick Star 1982-2011, Selle français Bai-brun, 1,59 m | Galoubet A 1972, Selle français | Viti                 | Ida de Bourgoin      |
| Père Quick Star 1982-2011, Selle français Bai-brun, 1,59 m | Stella 1962, Selle français     | Nithard              | Kesbeth              |
| Père Quick Star 1982-2011, Selle français Bai-brun, 1,59 m | Stella 1962, Selle français     | Nithard              | Nitouche             |
| Père Quick Star 1982-2011, Selle français Bai-brun, 1,59 m | Stella 1962, Selle français     | Flora                | Tripoli              |
| Père Quick Star 1982-2011, Selle français Bai-brun, 1,59 m | Stella 1962, Selle français     | Flora                | Vanille              |
| Mère Jolanda 1991, KWPN Bai-brun, 1,76 m                   | Nimmerdor 1972, KWPN            | Farn                 | Fax I                |
| Mère Jolanda 1991, KWPN Bai-brun, 1,76 m                   | Nimmerdor 1972, KWPN            | Farn                 | Dorette              |
| Mère Jolanda 1991, KWPN Bai-brun, 1,76 m                   | Nimmerdor 1972, KWPN            | Ramonaa              | Koridon xx           |
| Mère Jolanda 1991, KWPN Bai-brun, 1,76 m                   | Nimmerdor 1972, KWPN            | Ramonaa              | Friedhilde II        |
| Mère Jolanda 1991, KWPN Bai-brun, 1,76 m                   | Elysette 1986, KWPN             | Ramiro Z             | Raimond              |
| Mère Jolanda 1991, KWPN Bai-brun, 1,76 m                   | Elysette 1986, KWPN             | Ramiro Z             | Valine               |
| Mère Jolanda 1991, KWPN Bai-brun, 1,76 m                   | Elysette 1986, KWPN             | Pareel               | Erdball xx           |
| Mère Jolanda 1991, KWPN Bai-brun, 1,76 m                   | Elysette 1986, KWPN             | Pareel               | Ykje                 |

De nombreux chevaux réputés figurent parmi ses ascendants, à commencer par son père Quick Star, longtemps classé troisième meilleur étalon de saut mondial par la World Breeding Federation for Sport Horses (WBFSH).  Galoubet A, père de Quick Star, est l'un des étalons français les plus réputés. Côté maternel, Stella est une jument aux 7/8èmes Anglo-arabe, qui a concouru au niveau international avec Nelson Pessoa. La jument Jolanda a réalisé une carrière honnête. Son père Nimmerdor est l'étalon fondateur du haras VDL, il a décroché le titre d'« étalon du siècle » en 2000.

## Reproduction et reconnaissance
Big Star est un étalon très demandé, approuvé dans 21 stud-books différents. Ceux de Belgique et des Pays-Bas l'ont approuvé dès 2008 . Il a été approuvé dans celui du Selle français beaucoup plus tardivement, en 2015 . D'après le classement de la WBFSH de 2013, il est le meilleur fils de Quick Star, avec 1483 points (soit loin devant le second, Orient Express*HDC, qui ne rassemble que 740 points). Il est réputé particulièrement fertile.
Guillaume Canet cite Big Star parmi les chevaux qui l'ont marqué et font partie de ses références.
Deux de ses poulains sont notables. E-Star a été sélectionné sur les tests de performance KWPN en 2011, et Big Star Jr. a été approuvé par le stud-book Zangersheide la même année.